# Cisternino
Cisternino este o comună din provincia Brindisi, regiunea Puglia, Italia, cu o populație de 11.173 de locuitori (31/8/2022) și o suprafață de 54,17 km².

## Demografie
Cisternino - evoluția demografică

|  | Graficele sunt indisponibile din cauza unor probleme tehnice. Mai multe informații se găsesc la Phabricator și la wiki-ul MediaWiki. |

Date: Recensăminte sau birourile de statistică - grafică realizată de Wikipedia